# Division 1 (Bélgica) 1997-98
La Primera División de Bélgica 1997/98 fue la 95.ª temporada de la máxima competición futbolística en Bélgica.

## Tabla de posiciones
| Pos | Equipo                 | PJ | PG | PE | PP | GF | GC | Pts | DG  | Notas                                                 |
| --- | ---------------------- | -- | -- | -- | -- | -- | -- | --- | --- | ----------------------------------------------------- |
| 1   | Club Brugge            | 34 | 26 | 6  | 2  | 78 | 29 | 84  | +49 | Clasificado a la Liga de Campeones de la UEFA 1998-99 |
| 2   | K.R.C. Genk            | 34 | 20 | 6  | 8  | 65 | 40 | 66  | +25 | Clasificado a la Recopa de Europa 1998-99             |
| 3   | K.F.C. Germinal Ekeren | 34 | 17 | 7  | 10 | 60 | 48 | 58  | +12 | Clasificado a la Copa de la UEFA 1998-99              |
| 4   | R.S.C. Anderlecht      | 34 | 16 | 9  | 9  | 53 | 37 | 57  | +16 | Clasificado a la Copa de la UEFA 1998-99              |
| 5   | KRC Harelbeke          | 34 | 15 | 10 | 9  | 50 | 31 | 55  | +19 | Clasificado a la Copa Intertoto de la UEFA 1998       |
| 6   | K.S.C. Lokeren         | 34 | 16 | 4  | 14 | 68 | 68 | 52  | 0   |                                                       |
| 7   | Lierse S.K.            | 34 | 14 | 8  | 12 | 54 | 45 | 50  | +9  |                                                       |
| 8   | K.A.A. Gent            | 34 | 11 | 14 | 9  | 50 | 44 | 47  | +6  |                                                       |
| 9   | Standard Liège         | 34 | 11 | 10 | 13 | 53 | 50 | 43  | +3  |                                                       |
| 10  | R.E. Mouscron          | 34 | 11 | 8  | 15 | 39 | 45 | 41  | -6  |                                                       |
| 11  | K.F.C. Lommel S.K.     | 34 | 10 | 11 | 13 | 46 | 50 | 41  | -4  | Clasificado a la Copa Intertoto de la UEFA 1998       |
| 12  | K.V.C. Westerlo        | 34 | 9  | 14 | 11 | 52 | 56 | 41  | -4  |                                                       |
| 13  | R. Charleroi S.C.      | 34 | 9  | 12 | 13 | 46 | 57 | 39  | -11 |                                                       |
| 14  | K. Sint-Truidense V.V. | 34 | 8  | 13 | 13 | 32 | 45 | 37  | -13 |                                                       |
| 15  | K.S.C. Eendracht Aalst | 34 | 9  | 9  | 16 | 51 | 66 | 36  | -15 |                                                       |
| 16  | K.S.K. Beveren         | 34 | 7  | 11 | 16 | 30 | 48 | 32  | -18 |                                                       |
| 17  | R.W.D. Molenbeek       | 34 | 8  | 7  | 19 | 39 | 74 | 31  | -35 | Descenso a la Division II                             |
| 18  | R. Antwerp F.C.        | 34 | 6  | 7  | 21 | 38 | 71 | 25  | -33 | Descenso a la Division II                             |

PJ = Partidos jugados; PG = Partidos ganados; PE = Partidos empatados; PP = Partidos perdidos; GF = Goles a favor; GC = Goles en contra; Pts = Puntos; DG = Diferencia de goles